# Терёхин, Сергей Васильевич
Сергей Васильевич Терёхин (1926—1990) — участник Великой Отечественной войны, полный кавалер Ордена Славы, командир расчёта 76-мм пушки 172-го гвардейского стрелкового полка, гвардии старшина.

## Биография
Сергей Васильевич Терёхин родился 22 июня 1926 года в городе Сталинграде (ныне Волгоград) в семье рабочего. Русский. Окончил 2 класса. Был учеником столяра на заводе. В РККА и на фронте в Великую Отечественную войну — с ноября 1943 года.
Разведчик батареи 76-мм пушек 172-го гвардейского стрелкового полка (57-я гвардейская стрелковая дивизия, 8-я гвардейская армия) гвардии ефрейтор Терёхин С. В., с 16 по 17 апреля 1945 года, при прорыве долговременной обороны противника на одерском плацдарме, чётко выдавал координаты целей. В районе города Зелов (Германия), огнём батареи было уничтожено 5 огневых точек противника, большое количество вражеских солдат и офицеров. 3 мая 1945 года награждён Орденом Славы 3-й степени.
Наводчик 76-мм пушки Терёхин С. В. 23 апреля 1945 года, при форсировании реки Шпрее, у населённого пункта Шёневейде (южнее город Карлсхорст — ныне в черте Берлина), выкатил пушку на прямую наводку, подавил 4 огневые точки противника, истребил до 10 солдат. При штурме Берлина вывел из строя 2 огневые точки, сразил свыше 10 гитлеровцев. 20 июля 1945 года награждён Орденом Славы 2-й степени.
Командир расчета 76-мм пушки Терёхин С. В., с бойцами 27 апреля 1945 года, в уличных боях в Берлине, огнём из орудия, расчищая дорогу штурмовым группам, ликвидировал 10 огневых точек врага. Был тяжело ранен. 2 октября 1945 года награждён Орденом Славы 3-й степени, 19 августа 1955 года перенаграждён Орденом Славы 1-й степени.
В 1945 году Сергей Васильевич Терёхин демобилизован. Жил и работал в городе Волгограде. 

Умер в 1990 году.

## Награды
- Орден Отечественной войны I степени[1].
- Орден Славы I степени (№ 2366) перенаграждён[2].
- Орден Славы II степени (№ 42924)[3].
- Орден Славы III степени (№ 704623)[4].
- Орден Славы III степени[5].
- Медаль «За боевые заслуги»[6].
- Медаль «За победу над Германией в Великой Отечественной войне 1941—1945 гг.»[7].
- Медаль «За взятие Берлина»[8].
- Медали СССР.

## Память
Мемориальная доска на доме N 17 по ул. Новодвинской, где жил С. В. Терёхин в г. Волгограде.